# Desești
Desești [ˈdeseʃtʲ] (ungarisch Desze) ist eine Gemeinde im Kreis Maramureș im Norden Rumäniens.

## Geographische Lage

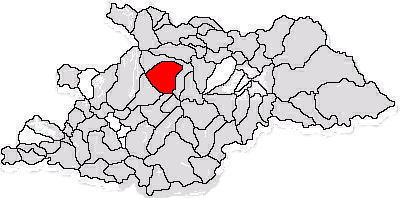
Lage der Gemeinde Desești im Kreis Maramureș

Die Gemeinde Desești befindet sich nördlich des Gutâi-Gebirges im Norden des Kreises Maramureș. Das Naturschutzgebiet Rezervația Creasta Cocoșului („Hahnenkamm“) gehört administrativ der Gemeinde Desești.
Entlang des Flusses Mara und der Nationalstraße DN18, liegt der Ort Desești 42 Kilometer nordöstlich der Kreishauptstadt Baia Mare und 24 km südlich von Sighetu Marmației, der Hauptstadt des historischen Komitats Máramaros. Im Süden der Gemeinde verläuft die Nationalstraße über den 987 m Gutâi-Pass (⊙).

## Geschichte
Desești wurde erstmals am 20. März 1360 unter dem ungarischen Namen Deszehaza in einem Dokument des ungarischen Königs Ludwig I. genannt, in dem er das Besitzrecht der Dörfer im Mara-Tal bestätigte.
Bis zum Jahre 1920 gehörte die Gemeinde zu Ungarn bzw. zum Fürstentum Siebenbürgen, bis sie durch den Vertrag von Trianon an Rumänien abgegeben wurde.

## Sehenswürdigkeiten

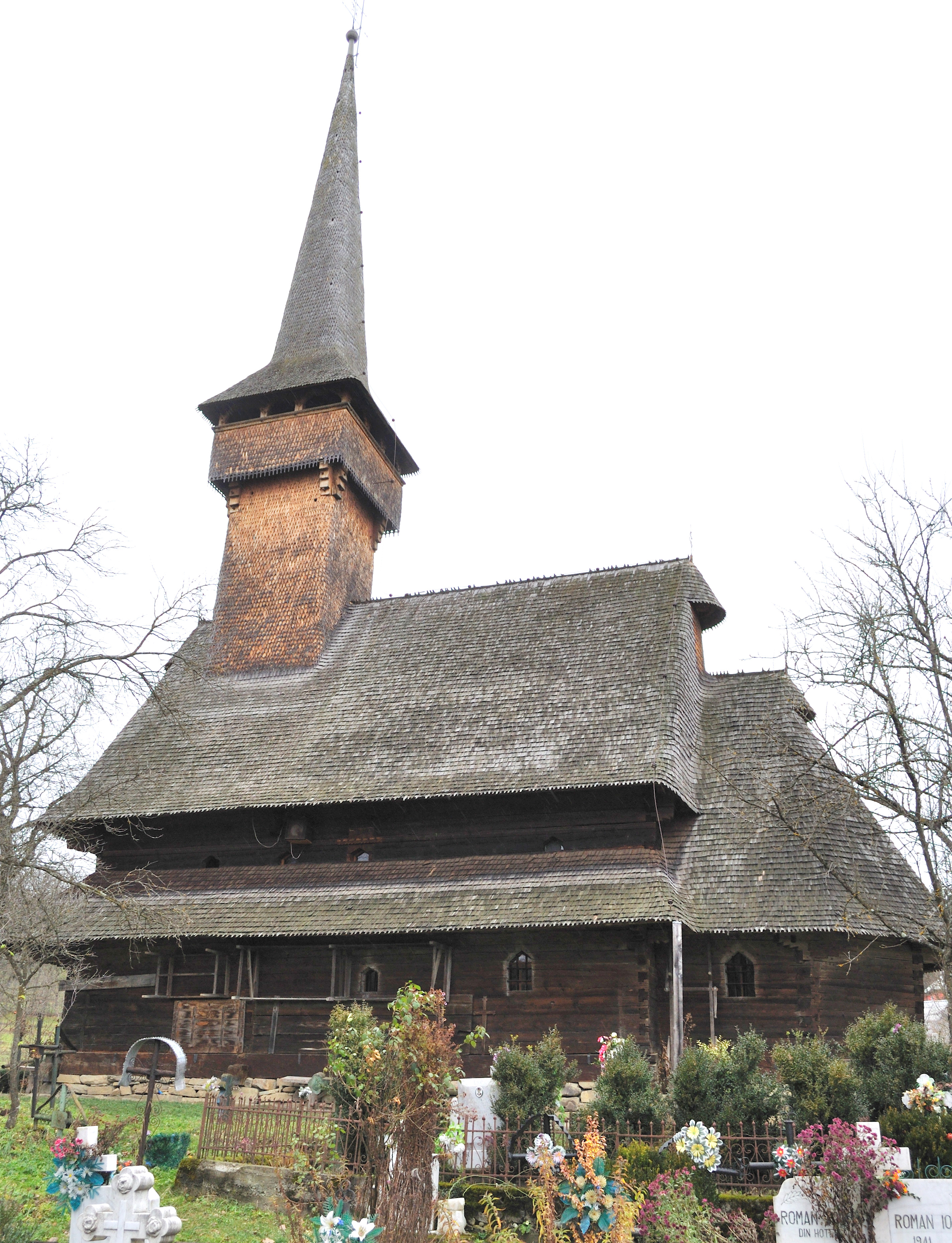
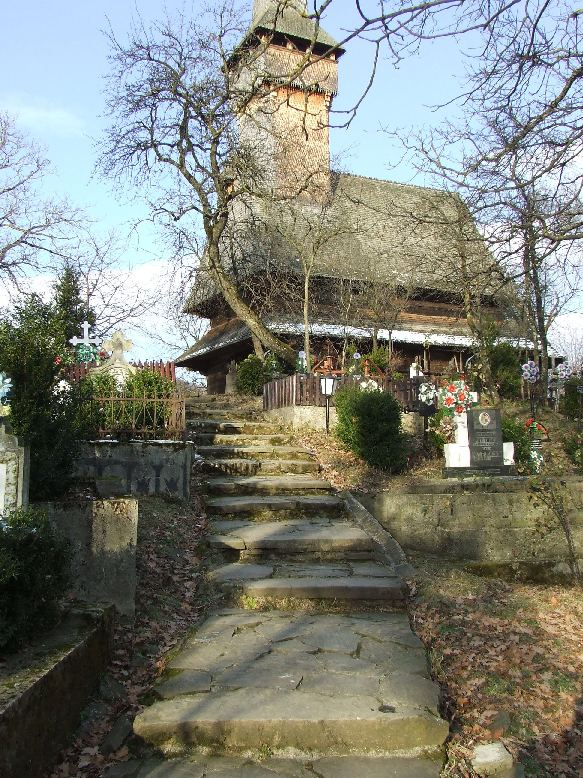
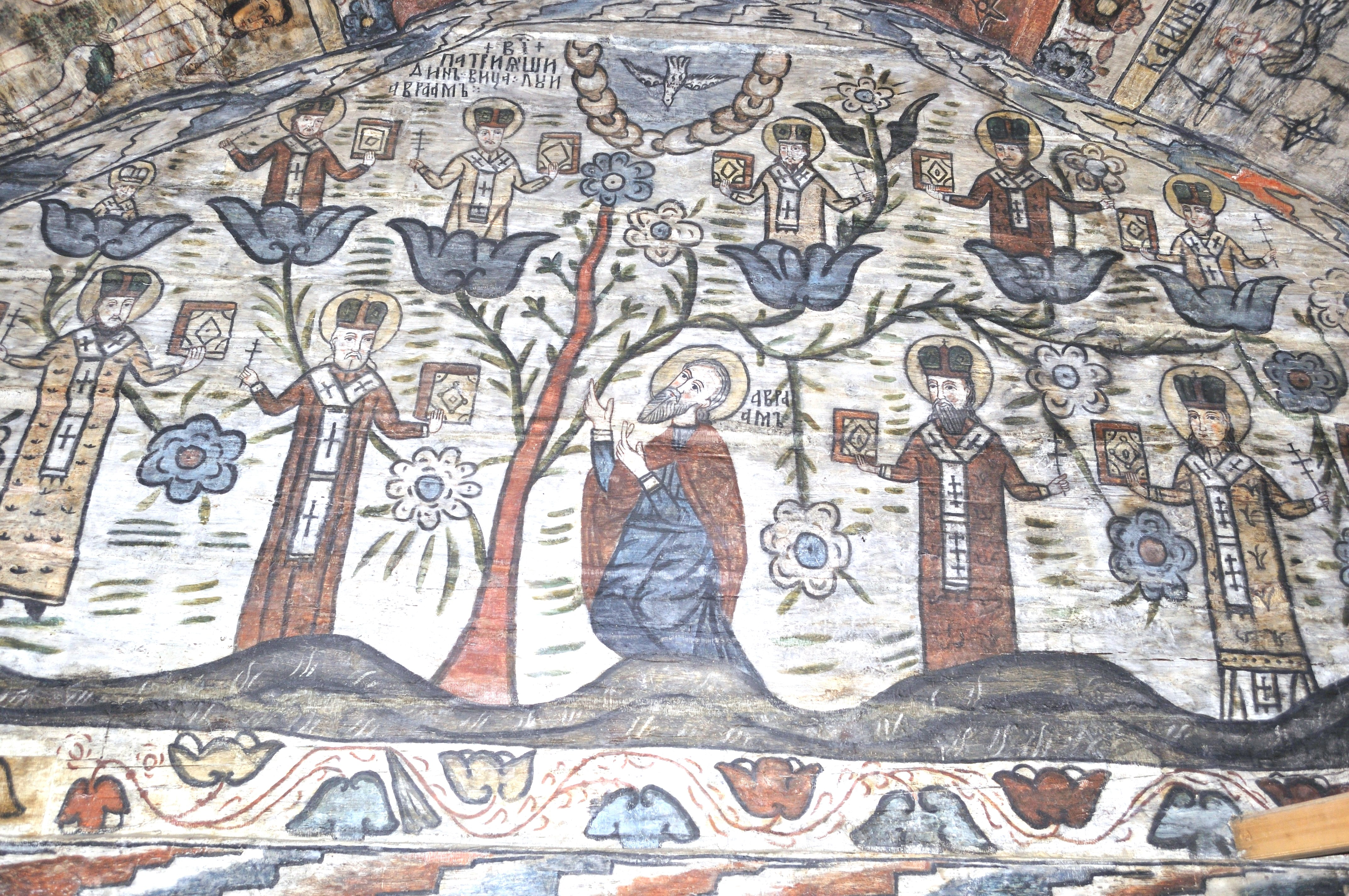
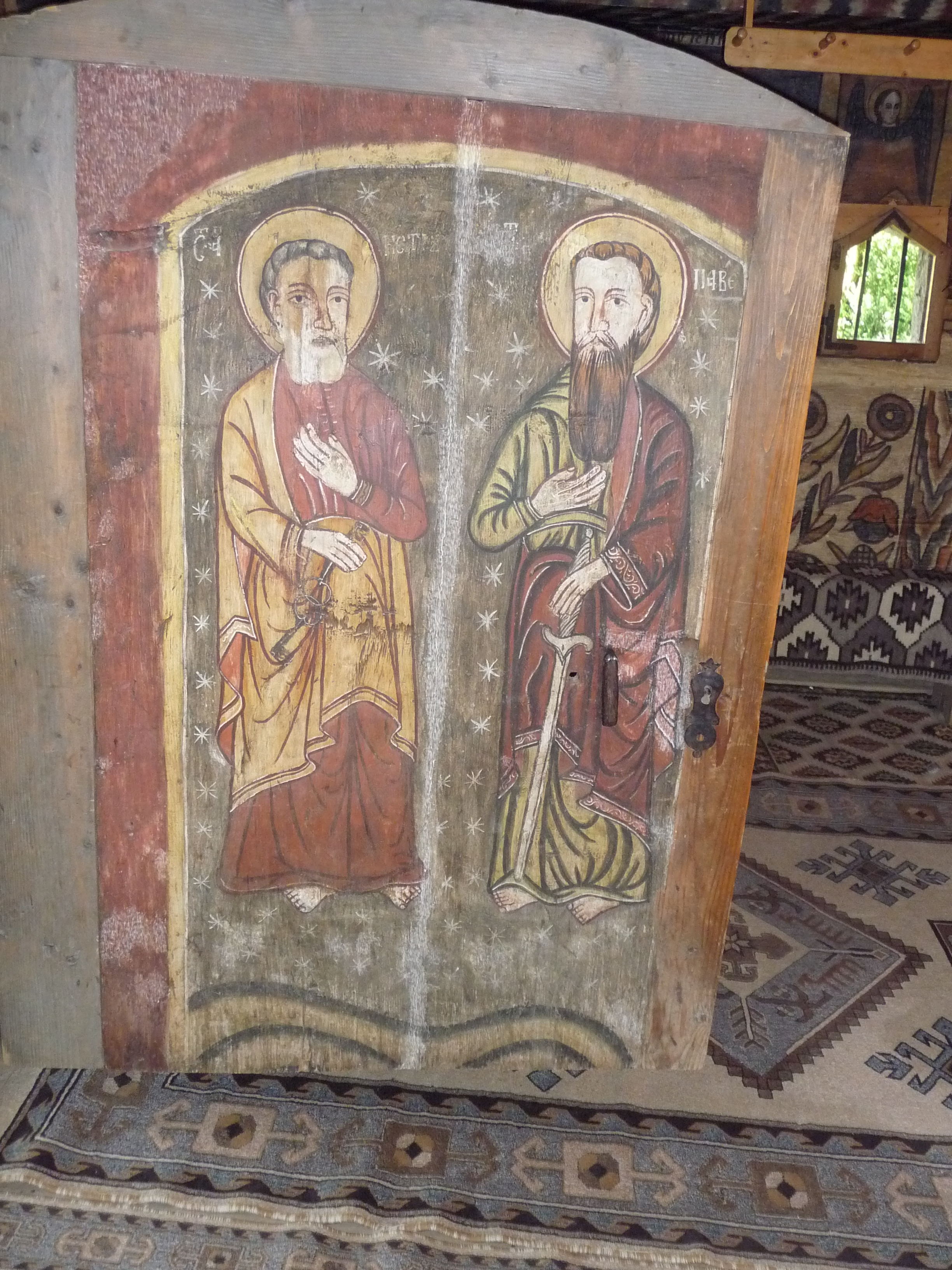

- Die Holzkirche Cuvioasa Paraschiva, die 1770 gebaut wurde, zählt zusammen mit sieben anderen Kirchen des Kreises seit 1999 zum UNESCO-Weltkulturerbe.[3] Vor allem aufgrund der besonderen Qualität der Fertigung, auch bedingt durch gotische Einflüsse, gehört sie zu den schönsten Kirchen des Landes. Sie beheimatet Gemälde von 1780 im neubyzantinischen Stil sowie antikes Mobiliar.
- Auf dem Areal des eingemeindeten Dorfes Mara das 50 Hektar große Naturschutzgebiet Creasta Cocoșului (Hahnenkamm),[4] mit einer Vielfalt unterschiedlicher Pflanzen- und Tierarten, wurde im Jahr 2000 zum Naturschutzgebiet erklärt.[5]